# HD 133049
HD 133049，又名CP-71 1729，SAO 257238、HR 5598，是一颗恒星，视星等为6.52，位于銀經313.13，銀緯-11.77，其B1900.0坐标为赤經14h 57m 12.1s，赤緯-71° -11.77′ 53″。